# Castel Tonini
Il Castel Tonini è un castello risalente alla seconda metà del X secolo che sorge a Buti come una struttura difensiva e di controllo. Il castello è collocato nella parte più antica di Buti, e include la Villa medicea di Buti e la Chiesa di San Rocco.

## Descrizione

### La posizione
Il Castel Tonini è posto in una posizione elevata, che permetteva l'avvistamento a grande distanza e l'invio di segnali. Era inoltre protetto su due lati dal Rio Magno e del Rio dei Ceci, cosa che facilitava la difesa. Venute meno le funzioni difensive, tra Sei e Settecento diverse famiglie nobili edificarono nello stesso luogo dei palazzi per sfruttare la gradevole posizione.

### La Villa Medicea
All'interno del castello si trova la Villa medicea di Buti, costruita verosimilmente nel XVI secolo. La villa venne ricostruita nel Settecento, diventando un palazzo cittadino in un ambiente urbano. La struttura esterna è tipicamente fiorentina, ed è stata impostata nel Seicento dalla famiglia Petracchi.
La villa è strutturata su quattro piani con cantine a volta, piano terra, primo piano e una soffitta di forma rettangolare per conservazione dei grani e della frutta. È circondata da mura medioevali e nella parte posteriore rispetto alla facciata principale ospita un giardino all'italiana. Nel salone d'ingresso è visibile uno stemma della famiglia Banti (di Giovanni di Pier Francesco, Santi Banti) proprietaria del palazzo nei primi anni dell'Ottocento

### Il Castel Tonini
Nelle strutture civili dell'area del castello sono presenti numerosi portoni ornamentali. Sono inoltre visibili numerosi stemmi in terracotta, ceramica o pietra serena che in parte risalgono al XVI secolo e in parte all'età napoleonica. Gli stemmi più importanti sono quelli della famiglia Tonini, che nel Seicento ha dato nome al luogo. Sul portone d'ingresso della Villa Medicea (nella parte alta del castello) è collocato lo stemma seicentesco della famiglia Petracchi.

### Chiesa di San Rocco
Nella parte alta del castello si trova la Chiesa di San Rocco. Consacrata nel 1637, fu costruita sulle rovine medievali della torre d'avvistamento originaria del nucleo fortificato pisano, torre che compare fino al 1556 nel catasto mediceo. Alla fine del Seicento, una prima ristrutturazione fu finanziata dall'allora proprietario della villa Pier Maria di Domenico Petracchi. 
La facciata presenta un frontone in pietra, sovrastante una finestra decorata da una cornice in pietra serena, mentre le finestre sono disposte simmetricamente la campana della chiesa si trova sulla facciata, sopra il portale d'ingresso, all'interno di una torretta. All'interno, ai lati dell'altare sono collocate le statue della Madonna della Neve e di San Rocco. È presente un dipinto del 1679 raffigurante San Rocco e la Madonna.

### Il Gelso di Via Marianini
All'ingresso del Castel Tonini in Via Marianini fino all'inizio del Duemila fa si trovava un gelso monumentale che era un importante punto d'incontro per gli abitanti del castello e per altri cittadini di Buti e di cui ora rimane solo il ceppo. Il gelso era stato piantato nel 1620 dai fratelli Vincenzo e Pietro Tonini, che erano proprietari anche di un mulino a Buti di fronte al rio di via Piana. Il gelso era conosciuto dai castellani anche come il Gelso di Beppone.

## Il Castel Tonini dal X secolo al XVI secolo
Il primo elemento di quello che sarebbe diventato il Castel Tonini risale alla seconda metà del X secolo. In quel periodo fu infatti costruita una torre di avvistamento collocata nel punto più alto di un promontorio delimitato da due torrenti, il Rio Magno e il Rio dei Ceci, e collegata con la strada di crinale che collegava Vicopisano alla Rocca della Verruca.
La posizione geografica rendeva il castello un importante centro per il controllo del territorio. Per questo, nei secoli successivi il castello fu ingrandito e fu spesso coinvolto negli scontri tra i comuni di Pisa, Lucca e Firenze. Ciò portò anche a diversi cambiamenti strutturali. Il nucleo di costruzione originario si trovava sul lato settentrionale dell'area, dove più tardi venne costruita la Villa medicea di Buti. In seguito furono edificate abitazioni lungo l'asse principale del promontorio. Vennero poi costruiti un recinto e tre torri per la difesa, la protezione e il controllo degli ingressi al castello. Oggi gli ingressi al castello vengono chiamati Via di Castel Tonini, Via Marianini, e Via di Borgarina.
Nel XII secolo il castello fu attaccato e conquistato dai Lucchesi, e riconquistato poi dai Pisani agli inizi del Trecento. Lo stato del castello nel 1340 è ricostruibile grazie ad un documento di quell'anno conservato nell'archivio capitolare di Pisa: si tratta di un verbale delle nuove elezioni degli ufficiali del contado, coi nomi dei componenti della guarnigione del castello e l'indicazione che a capo del presidio era stato eletto "Pucciarellus Rau de Porcari". Riguardo a Castrum Buiti, troviamo due fonti : la prima identifica il Castrum Buiti come l’attuale Castel Tonini, la quale grazie a questo documento viene riconosciuto d'importanza militare. Nella seconda fonte, il Castrum Buiti viene definito come un presidio militare formato da più castelli.
Il 9 marzo del 1496, i fiorentini invasero il territorio di Buti e distrussero varie parti del castello. Con l'annessione del territorio butese alla Repubblica di Firenze nel 1503, il borgo di Castel Tonini ricevette una ristrutturazione in stile rinascimentale.
Nel 1509 Pisa cadde definitivamente in mano ai fiorentini. Ciò portò Buti, Bientina e Vicopisano a perdere il loro ruolo di sistema fortificato di difesa tra Pisa e Firenze.
Nel 1637 venne costruita la Chiesa di San Rocco dove si trovava la torre originaria, adiacente alla Villa medicea di Buti.

## Le famiglie del Castel Tonini tra Sei e Settecento
Le famiglie più notevoli che abitarono nel corso dei secoli nel borgo di castello, dando di volta in volta il nome alla struttura, furono i Tonini, i Lorenzani, i Banti, i Petracchi, e i Giunti.
Fino agli inizi del Seicento la famiglia Lorenzani possedeva una fattoria con chiostra, dove nel 1628 venne costruito da Francesco Tonini e dal figlio Alessandro Tonini quello che poi diventerà il palazzo del Castel Tonini. Nel 1640, di fronte al precedente edificio fu terminata la costruzione di un altro palazzo (attuale civico 37 via A. Marianini) del valore di 100 scudi da parte dei fratelli Vincenzo e Pietro Tonini, figli di Matteo Tonini. Pietro Tonini non ebbe figli; fece carriera a Pisa nell'Ufficio di "Ministro dello Scrittoio". Nel 1638 Vincenzo Tonini morì, lasciando come unico discendente il figlio Giovanni. Giovanni Tonini ebbe tre figli: Vincenzo, Sebastiano e Andrea Tonini. Nel 1707 Sebastiano Tonini morì senza discendenza; Vincenzo Tonini nel 1755 venne iscritto alla nobiltà pisana senza figli, mentre Andrea Tonini ebbe una numerosa discendenza (uno dei figli si chiamava Cesare Tonini).
Originaria di Lorenzana, trasferitasi poi a Buti, nel corso del Seicento la famiglia dei Lorenzani divenne proprietaria di numerosi edifici di Castel Tonini. Antonio Lorenzani si sposò nel 1660 con Elisabetta del fu Francesco Tonini. Elisabetta, che aveva una sorella monaca di nome Francesca Felice, divenne quindi l'erede di estesi possedimenti. Antonio Lorenzani ed Elisabetta ebbero un figlio di nome Ranieri Maria Lorenzani, che diventò un personaggio di rilievo nel Settecento.
In seguito, l'eredità dei Lorenzani passò alla famiglia dei Serughi di Forlì. Dopo due generazioni i Serughi non ebbero più discendenza e i loro possedimenti furono ereditati dalla famiglia degli Schiavini Cassi; da quel momento il Castel Tonini fu chiamato il Castello Schiavini Cassi.
Agli inizi del Seicento l'amministratore della Fattoria delle Cascine, Pier Maria Domenico Petracchi, e la sua famiglia avevano in possesso una torre (poi demolita nel 1637 ed eretta la Chiesa di San Rocco) e un'abitazione. L’amministratore abitava già in castello; in seguito comprò da Bastiano di Lattanzio di Bastiano del Rosso (come da contratto del notaio butese Niccolaio Orsini, in data 11 gennaio 1676) un'altra casa nelle vicinanze alla sua vecchia abitazione. Petracchi dopo questo acquisto, ristrutturò l'edificio oggi noto come Villa Medicea di Buti, facendolo chiamare il "Palazzo Petracchi". Dopo alcuni decenni i figli di Pier Maria Petracchi, Giovanni Domenico, Antonio, Gaetano e Ranieri si trasferirono a Livorno e la villa venne presa in affitto dal Pisano Giovanni Mattia di Pietro Berti e dalla sua famiglia. Nel 1706, Giovanni Mattia di Pietro Berti insieme ai figli Cosimo Ranieri e Giovanni Gualberto acquistarono la Villa, che prese allora il nome di “Palazzo dei Berti”. Nel 1767, Giovanni Gualberto Berti vendette la villa e altre proprietà a Santi Banti.
La famiglia dei Banti, originaria di Cucigliana, lasciò la casa paterna di Ponte a Colle (situato alla base del rilievo di Castel Tonini) per trasferirsi nel Castel Tonini. I Banti fecero affrescare tutta la villa dal famoso pittore fiorentino Pietro Giarré. Gli affreschi e l'intera architettura interna conservata è risale quindi a questo periodo, mentre l'assetto esterno è quello voluta dal Petracchi. Santi Banti di Domenico e il fratello Mariano Banti impararono il mestiere di mugnaio (uno lavorava al Mulino della Sega e l'altro alle Cascine) e Santi Banti di Domenico fece fortuna con questo lavoro. In seguito Santi Banti acquistò da Paolo Domenico Cicci di Fucecchio il palazzo di Ponte a Colle detto "Fattoria del Conte Giuli". Giovanni Domenico Banti ebbe due figli: Giuseppe (il fratello maggiore) e Giovanni Santi. In questo periodo la Villa Medicea fu conosciuta come "Villa dei Banti". Giuseppe Banti ebbe una figlia di nome Carolina, che nel 1841 sposò il senatore Domenico Giuli di Lorenzana.
Santi Banti (colui che comprò la villa nel 1767) ebbe tre figli maschi e due femmine: Maria Anna, Luigi, Paolo e Francesco. Nel 1788 Maria Anna si sposò con Iacopo Antonio Danielli nella Chiesa di San Rocco (Buti), Luigi si sposò con Angela Paté ma la coppia non ebbe figli e Luigi nel 1818 venne a mancare a Livorno, invece Paolo divenne sacerdote. Nel 1770 Giovanni Banti acquistò per il suo figlio Paolo Banti un mulino da Paolo Cicci. Tra tutti i cinque figli di Santi Banti solamente Francesco con la moglie Matilde di Carlo Campion di Firenze ebbero un figlio di nome Giovanni Santi e in seguito anche una figlia che si sposò con Antonio Bracci Cambini proprietario di un palazzo a Castel di Nocco (Buti). Giovanni Banti il figlio di Francesco Banti e Matilde ebbe una figlia con lo stesso nome della madre Matilde, e lei nel 1849 si sposò con Ferdinando di Carlo Buonamici.

## Il Castel Tonini a partire dall'Ottocento ad oggi
Nei primi anni dell'Ottocento gli edifici nel Castel Tonini erano circa 80; i proprietari appartenevano alle famiglie dei Tonini, dei Lorenzani, dei Giunti e dei Caturegli. Dopo varie restaurazioni e modifiche tenute in questo periodo, furono rimossi diversi stemmi antichi.
Tra la fine dell'Ottocento e gli inizi del Novecento le famiglie tradizionali abbandonarono il castello. La Villa Medicea fu acquistata da Giovanni Danielli, mentre palazzo Tonini da suo fratello Francesco Danielli. I palazzi disposti nella via Marianini vennero acquistati dalle famiglie Frullani e Belloni Filippi dalla parte dei fratelli Giunti, Ferdinando, Niccola e Luigi.
Anche le due strade principali, inizialmente denominate "Via del castello", cambiarono nome diventando via San Rocco e via Annibale Marianini. Fu inoltre ristrutturata la chiesa di San Rocco. Un'importante ristrutturazione fu conclusa nel 1900, dando al castello l'aspetto attuale, in stile neogotico. In quella ristrutturazione vennero costruiti la merlatura in stile guelfo, un corridoio al secondo piano con finestre bifore gotiche con una lunga galleria che conduce lungo i fianchi del castello e un'uscita di sicurezza. Il castello fu anche collegato ad un acquedotto proveniente dalla fontina storica del Mariotto.
I proprietari delle terre e degli oliveti e castagneti in questo periodo erano le famiglie dei Ceccarelli, dei Caturegli, dei Doveri e dei Filippi.
Intorno alla metà del Novecento all'interno del Castel Tonini erano inoltre attive diverse attività artigianali. Iniziò infatti in questo periodo la produzione e vendita delle ceste per damigiane da vino o per bottiglioni di liquori. Gli ideatori di questa nuova produzione furono in molti, e ogni socio lavorava nella propria abitazione. Era anche presente un'attività di schiappatura dei pedoni, per la trasformazione di tronchi bagnati in ceste, meccanizzata a partire dal 1952 dai fratelli Valdiserra. La cooperativa dedicata cessò le attività nel maggio del 1965.
Attualmente, il Castel Tonini appartiene al Comune di Buti. Alla fine del 2021, con l'avvio dei lavori del primo lotto, che comprende la torre, è iniziata una profonda ristrutturazione del complesso.